# Palaquium
Palaquium é um género botânico pertencente à família Sapotaceae.